# Краниосиностоз
Краниосиностоз (краниостеноз, от греч. cranio — череп и synostosis — сращение костей) — раннее закрытие черепных швов, что способствует ограниченному объему черепа, его деформации и внутричерепной гипертензии. Заболевание встречается у одного новорождённого на 2000, чаще наблюдается у мальчиков.

## Классификация
Формы краниосиностоза зависят от характера деформации черепа:
- скафоцефалия — раннее сращение сагиттального шва, характеризующееся увеличением черепа в передне-заднем диаметре, а голова сужается;
- брахицефалия — раннее сращение венечного и ламбдовидного швов, характеризующееся увеличением черепа в поперечном диаметре;
- тригоноцефалия — раннее сращение метопических швов, характеризующееся треугольным выпячиванием черепа в области лба[3].

## Этиопатогенез
О причинах возникновение краниосиностоза до сих пор известно очень мало. Существует несколько теорий. Исследователи допускают, что это связано с наследственными и внутриутробными болезнями. Основным этиологическим фактором заболевания является нарушение закладки костей черепа еще на эмбриональной стадии. Черепные швы могут сращиваться как во внутриутробный период, так и после рождения. Если зарастание швов произошло на внутриутробной стадии, то деформация черепа выражена ярче, а при сращении швов после рождения, деформация черепа происходит в меньшей степени.

## Клиническая картина
Наиболее ярко выраженный признак данной аномалии — деформированный череп, в результате которого голова приобретает неестественную форму. Также выявить краниосиностоз можно по следующим симптомам:
- внутричерепная гипертензия,
- тошнота и рвота;
- головная боль;
- менингеальные симптомы;
- психические расстройства;
- судороги;
- экзофтальм.

## Диагностика
Основой диагностики краниосиностоза является обычное рентгенологическое исследование и компьютерная томография мозга.

## Лечение
Основным методом эффективного лечения данной патологии является хирургическое увеличение объёма полости черепа. Хирургическое лечение включает в себя раннюю краниоэктомию коронарного шва и фронто-орбитальную репозицию для уменьшения проявлений дисморфизма и патологических изменений формы черепа. Операции по поводу синдрома Апера часто состоят из нескольких этапов, последний проводится в подростковом возрасте. Первый этап часто выполняется уже в 3 мес. Проведение этой операции на раннем сроке заболевания способствует полному регрессу всех симптомов.